# Chiesa di San Giorgio (Castello Tesino)
La chiesa di San Giorgio è la parrocchiale di Castello Tesino in Trentino. Appartiene alla zona pastorale Valsugana - Primiero dell'arcidiocesi di Trento e risale al XII secolo.

## Storia

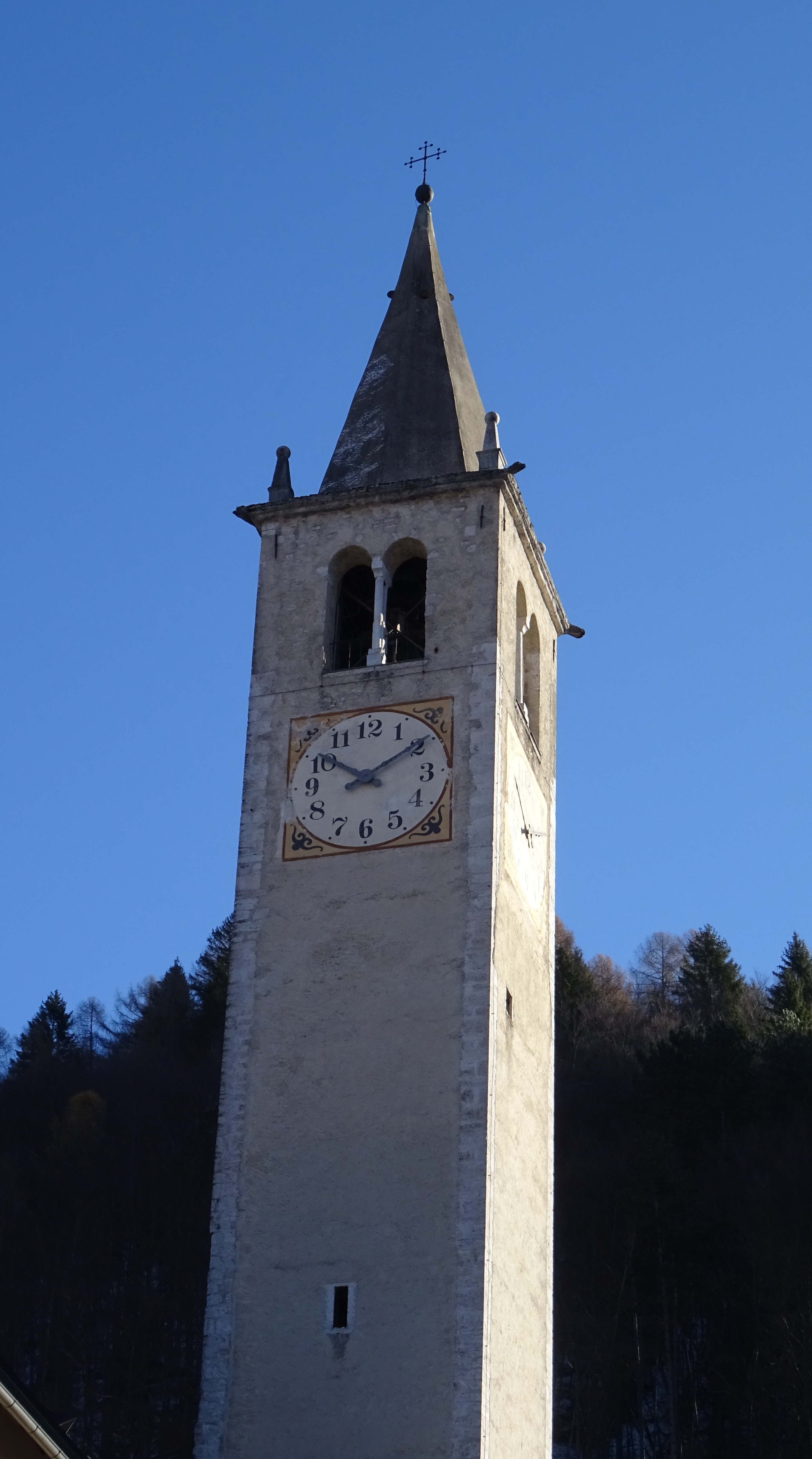
Campanile

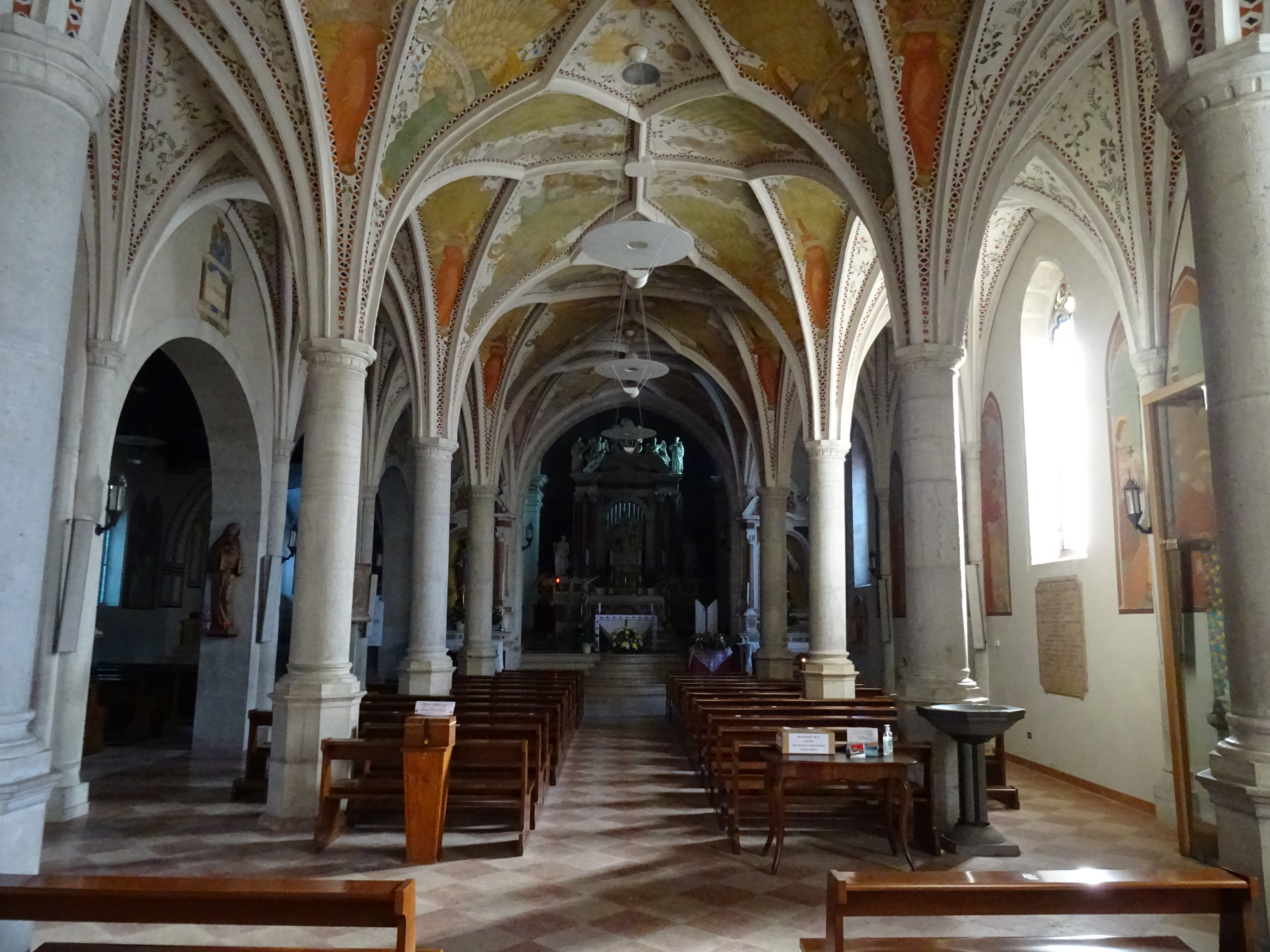
Interno

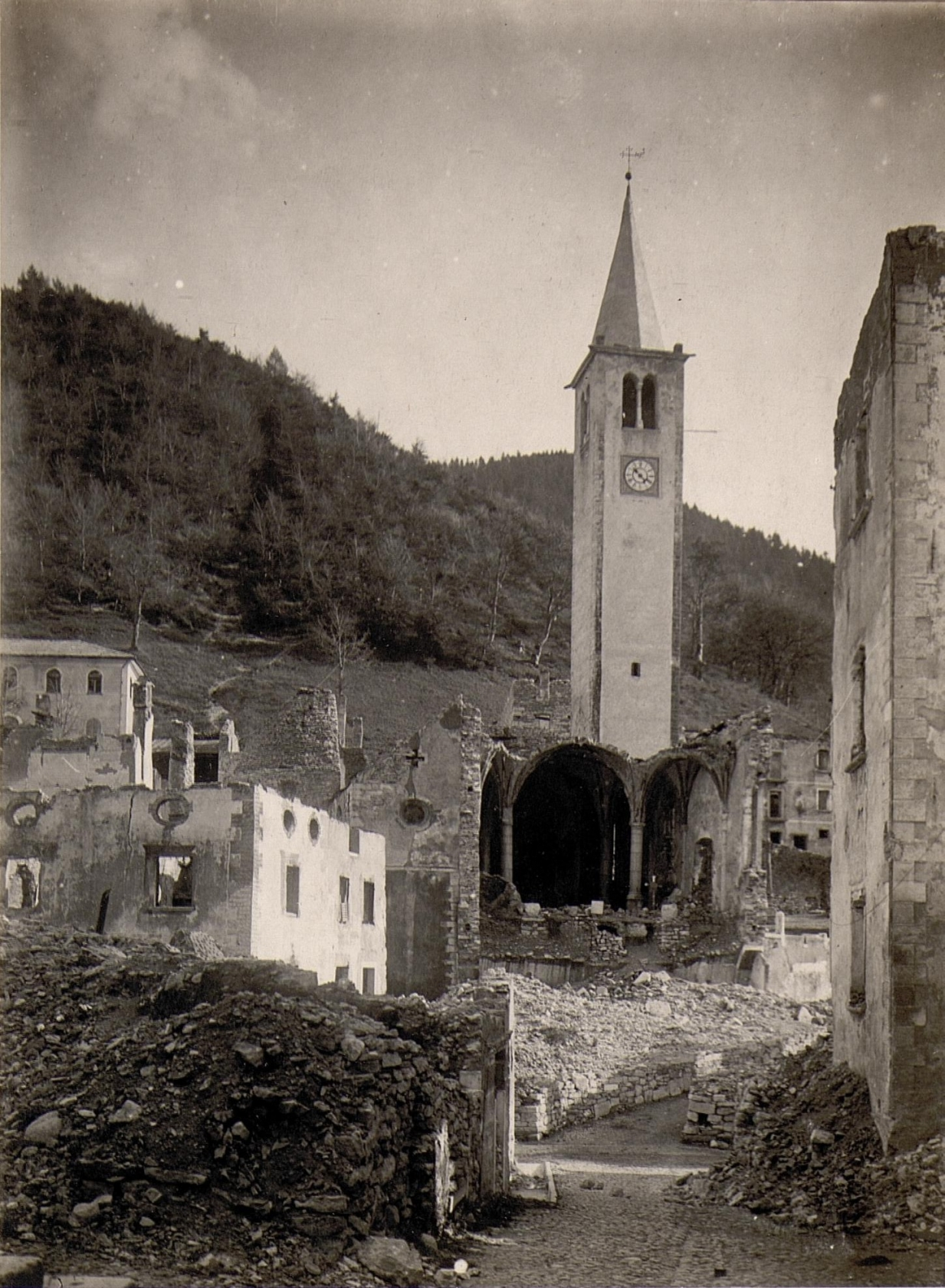
La chiesa quasi totalmente distrutta durante il primo conflitto mondiale

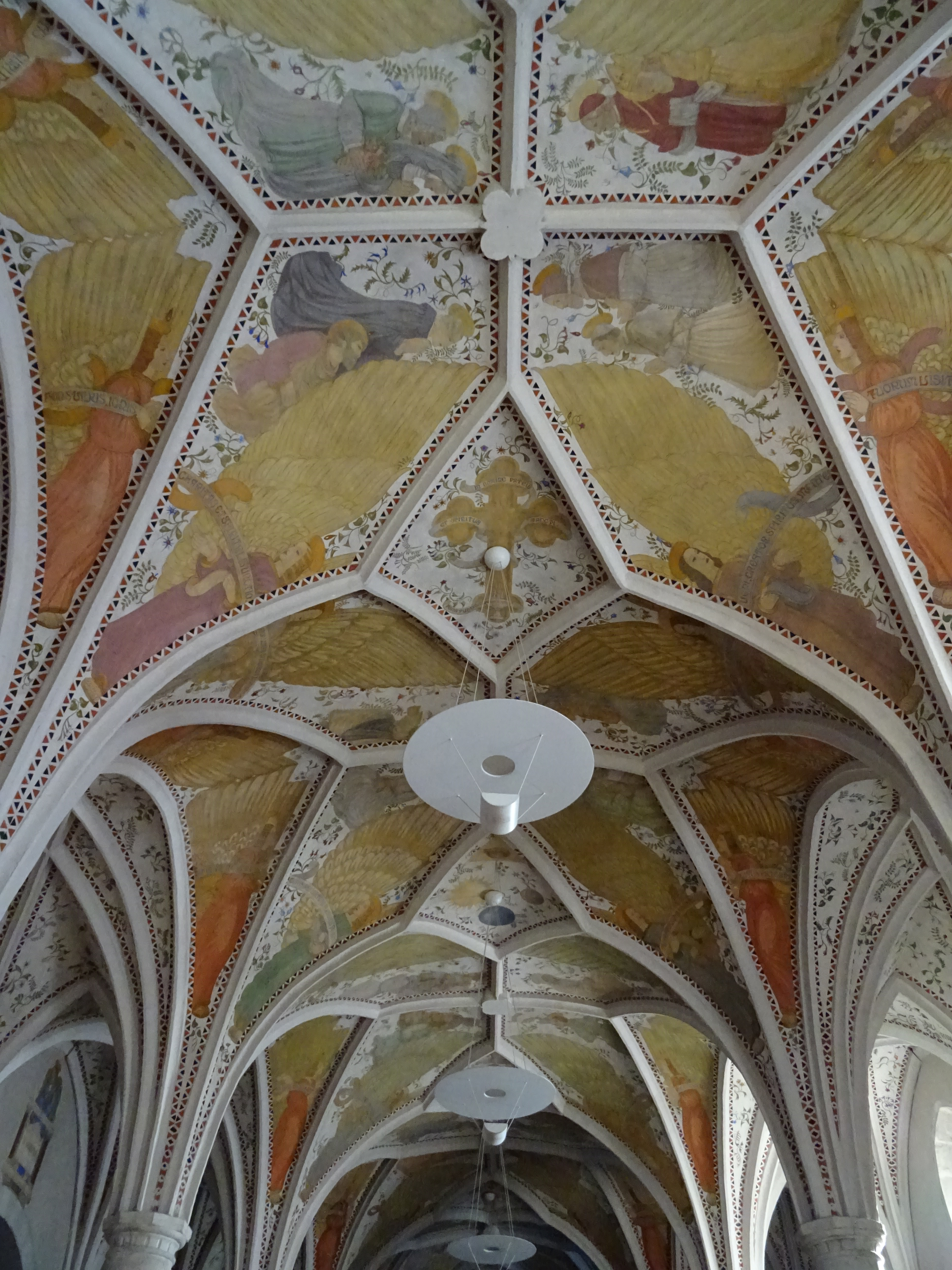
Affreschi sulla volta della navata

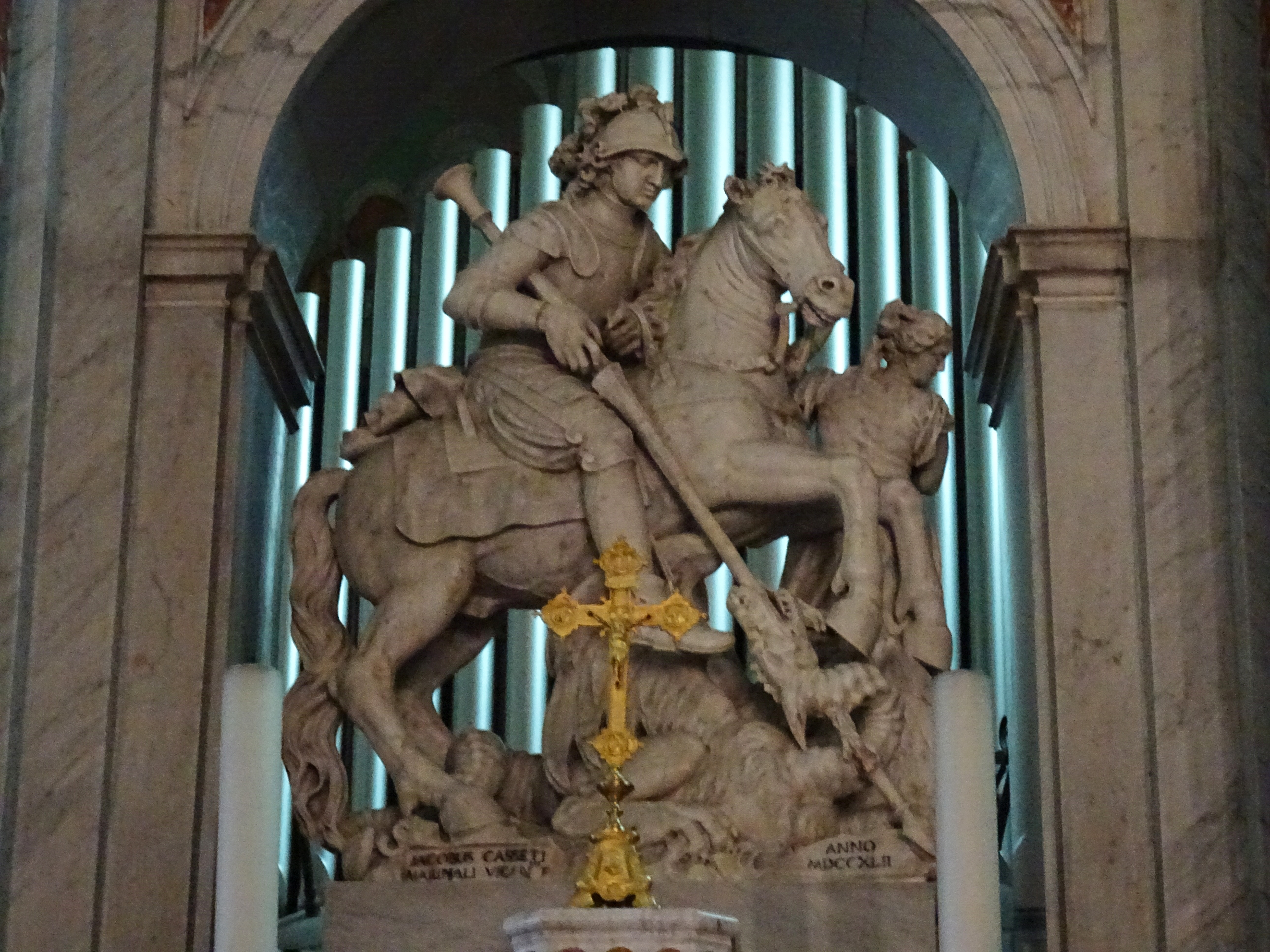
Statua equestre che raffigura San Giorgio

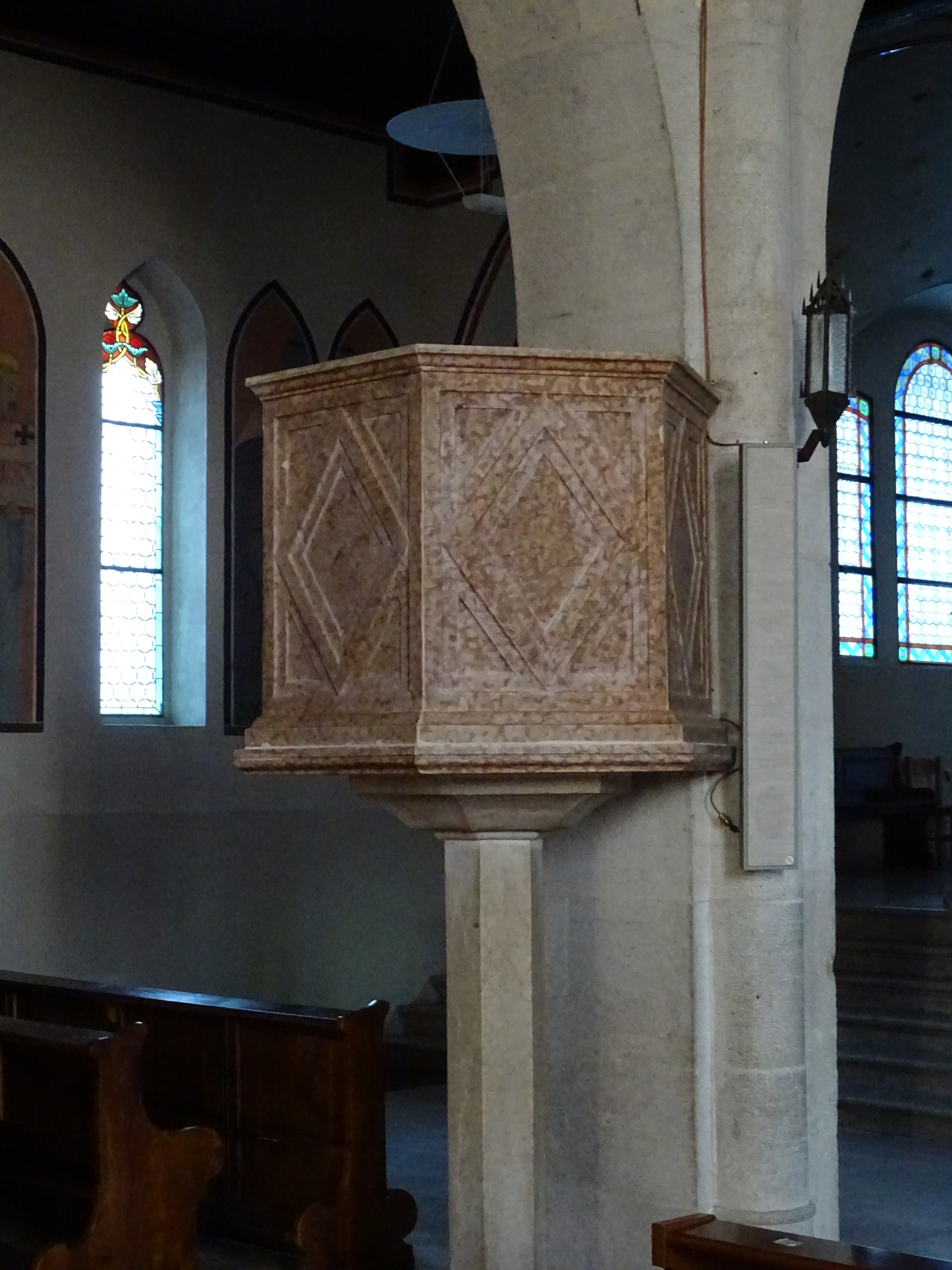
Pulpito

Il primo luogo di culto dedicato a San Giorgio a Castello Tesino risale al 1103 e questa data è riportata sull'arco santo presbiteriale. Tra il XIV ed il XVI secolo l'antica chiesa in stile romanico fu oggetto di ripetuti interventi dovuti a ristrutturazioni programmate e a riparazioni da danni causati da un incendio nel 1847. Il nuovo edificio ne risultò ampliato grazie ad una nuova campata che venne eretta sul lato nord ed arricchito di decorazioni ad affresco.
Un secondo incendio, nel 1731, causò danni ingenti agli altari in legno e alle suppellettili sacre e nel 1776 ancora un incendio lesionò gravemente la copertura sia della chiesa sia della sagrestia. Le ricostruzioni che ne seguirono probabilmente portarono alla forma barocca del presbiterio che ci è pervenuta. Ottenne dignità di chiesa parrocchiale nel 1786.
Durante il primo conflitto mondiale prima la copertura e poi quasi tutto l'edificio vennero distrutti dai bombardamenti austriaci e nel primo dopoguerra i fedeli di Castello Tesino pensarono non solo alla ricostruzione ma anche ad un suo ampliamento. Non venne loro permesso di ricostruire in modo completamente nuovo l'edificio ma fu imposto di rispettarne la struttura che era rimasta integra dopo i danneggiamenti. Il nuovo edificio venne comunque ampliato rispetto alla situazione precedente e nel 1922 risultava quasi ultimato. Nel 1927 ottenne la dignità arcipretale, che tuttavia in seguito le venne tolta.
Proseguirono  poi i lavori di completamento e decorazione. La nuova facciata venne particolarmente curata e impreziosita da un grande affresco. La cappella nella navata divenne la zona battesimale e gli accessi vennero dotati di nuove scalinate. Anche le volte interne furono decorate da affreschi, nel biennio 1929-1930, poi fu rinnovata anche la zona absidale con la sua decorazione. La solenne consacrazione venne celebrata nel 1931. Gli ultimi interventi restaurativi si sono avuti a partire dal 1980 e sono stati ultimati nel 2008. In questi anni è stata rivista la copertura in rame, si è provveduto al consolidamento statico della struttura e si sono restaurati gli affreschi.

## Descrizione

### Esterni
La chiesa si trova nell'abitato di Castello Tesino e mostra tradizionale orientamento verso est. La facciata a capanna è semplice ed è resa particolarmente preziosa da un affresco opera di Alcide e Gianfranco Campestrini che raffigura San Giorgio in modo allegorico tra la guerra e la vittoria. Il sagrato è protetto da un muro di contenimento. Il portale di accesso è incorniciato da elementi lapidei che formano un arco a sesto acuto ed è sovrastato, in asse, da un rosone impreziosito da decorazioni. La torre campanaria si eleva in posizione arretrata sulla destra e la sua cella si apre con quattro finestre a bifora.

### Interni
L'interno è ampio, con quattro navate, tre delle quali, le originali, sono gotiche.
Nella nicchia dell'altare maggiore è presente una statua equestre in marmo raffigurante San Giorgio che uccide il drago, firmata da Jacobus Caseti Marinali vicentinus (A.D. MDCCXLII).